# Louis Giard
Louis Giard (Vannes, 27 de abril de 1993) es un deportista francés que compite en vela en la clase RS:X.
Ganó una medalla de bronce en el Campeonato Mundial de RS:X de 2018 y dos medallas en el Campeonato Europeo de RS:X, oro en 2017 y bronce en 2015.

## Palmarés internacional
| \| Campeonato Mundial \| Campeonato Mundial \| Campeonato Mundial \| Campeonato Mundial \| \| Año \| Lugar \| Medalla \| Clase \| \| ------------------ \| ------------------ \| ------------------ \| ------------------ \| \| 2018 \| Aarhus (Dinamarca) \| Medalla de bronce \| RS:X \| \| Campeonato Europeo \| \| \| \| \| Año \| Lugar \| Medalla \| Clase \| \| 2015 \| Mondello (Italia) \| Medalla de bronce \| RS:X \| \| 2017 \| Marsella (Francia) \| Medalla de oro \| RS:X \| |                    |                   |       |
| Campeonato Mundial |                    |                   |       |
| Año | Lugar              | Medalla           | Clase |
| 2018 | Aarhus (Dinamarca) | Medalla de bronce | RS:X  |
| Campeonato Europeo |                    |                   |       |
| Año | Lugar              | Medalla           | Clase |
| 2015 | Mondello (Italia)  | Medalla de bronce | RS:X  |
| 2017 | Marsella (Francia) | Medalla de oro    | RS:X  |